# Завадзке
Завадзке (пол. Zawadzkie)  —  город  в Польше, входит в Опольское воеводство,  Стшелецкий повят.  Имеет статус городско-сельской гмины. Занимает площадь 16,52 км². Население — 8469 человек (на 2004 год).

## История
Основан в конце XIX века. Ранее на месте города располагалось поселение рабочих местного металлургического комбината.

## Города-побратимы
Завадзке имеет четыре городов-побратимов:
- Боккенем, Германия
- Ибигау-Варенбрюк, Германия
- Отроковице, Чехия
- Дубница-над-Вагом, Словакия